# Coryphaenoides cinereus
Coryphaenoides cinereus és una espècie de peix de la família dels macrúrids i de l'ordre dels gadiformes.

## Morfologia
- Els mascles poden assolir 66 cm de llargària total i 550 g de pes.[5][6][7]

## Depredadors
És depredat per Anoplopoma fimbria (Illes Kurils), Reinhardtius hippoglossoides i Bathyraja maculata (Rússia).

## Hàbitat
És un peix d'aigües profundes que viu entre 150-3500 m de fondària, tot i que ho fa, normalment, entre 800-1200.

## Distribució geogràfica
Es troba des del nord del Japó fins al Mar d'Okhotsk, el mar de Bering i Oregon (Estats Units).

## Longevitat
Pot arribar a viure 10 anys.